# Hopfenmuseum Žatec

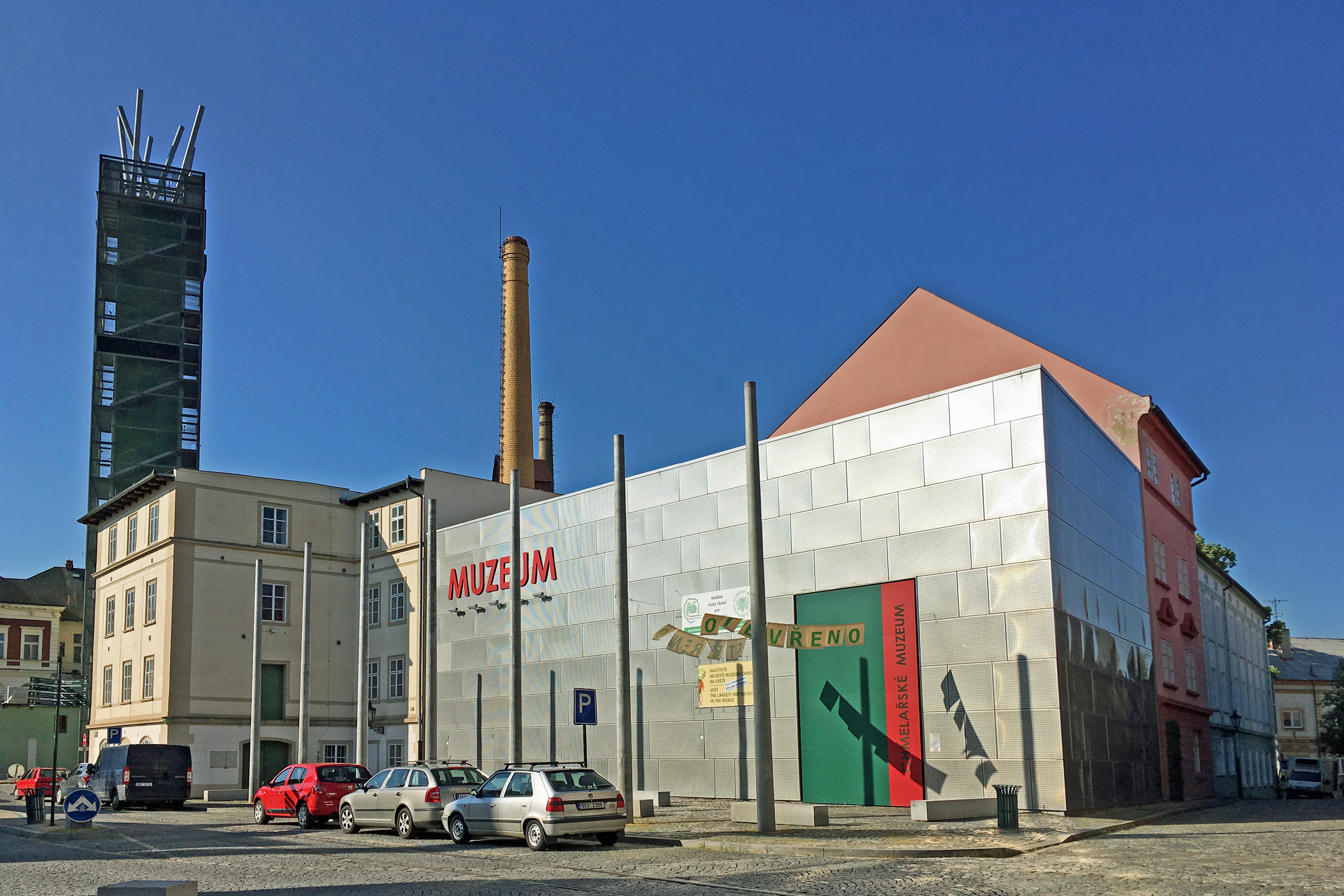
Das Hopfenmuseum Žatec im Morgenlicht, im Hintergrund der Hopfenturm des benachbarten zweiten Hopfenmuseums

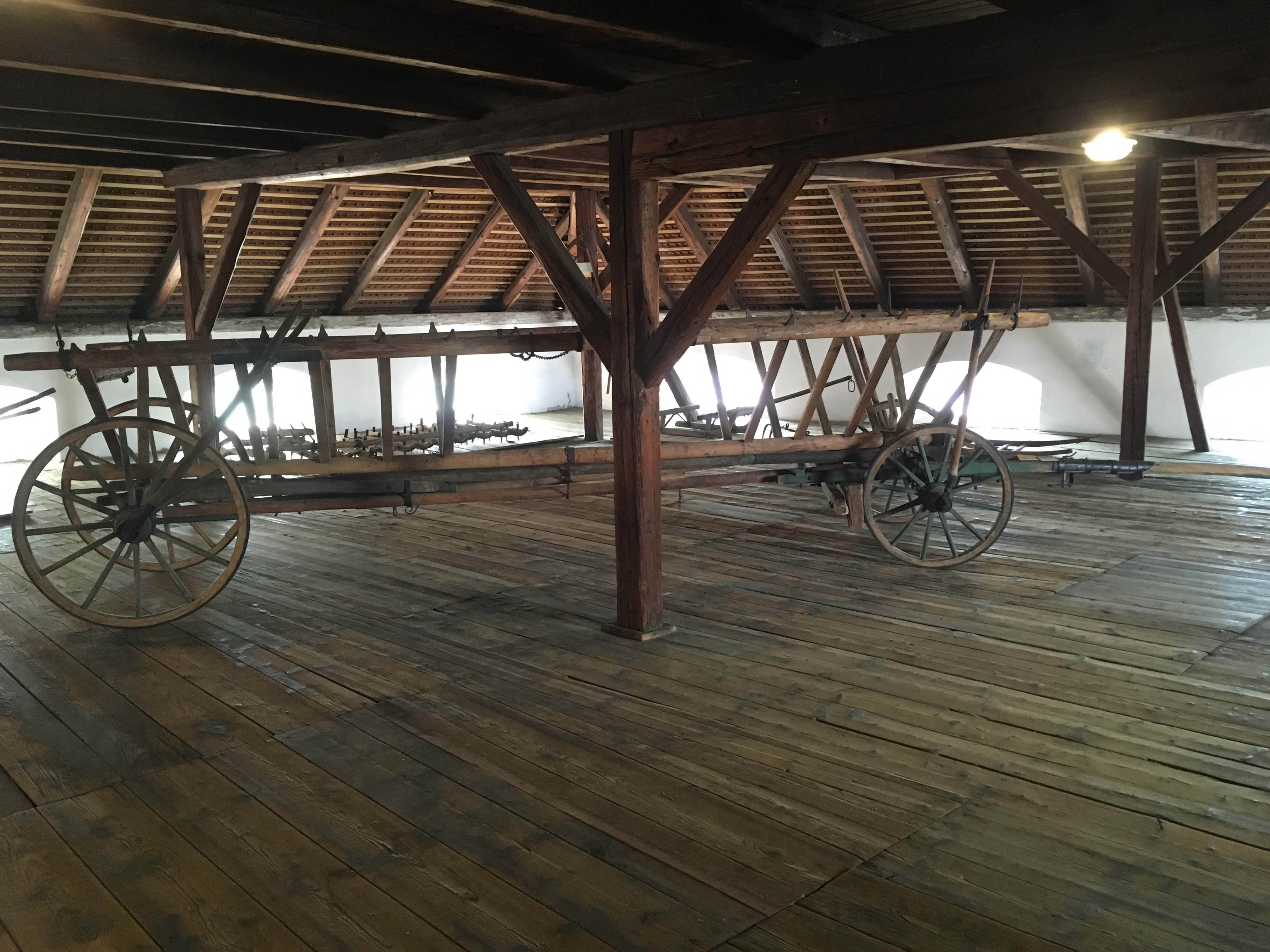
Am Hopfenboden des Hopfenmuseum

Das Hopfenmuseum (Chmelařské muzeum) ist das älteste der drei Hopfenmuseen in Žatec. Es befindet sich unmittelbar neben dem Hopfen- und Biertempel mit dessen Hopfenleuchtturm. Etwa 500 Meter weiter nördlich liegt das satirische Muzeum Homolupulů.

## Geschichte
Region und Stadt Žatec (deutsch Saaz) sind seit dem 19. Jahrhundert ein weltberühmtes Zentrum des Hopfenanbaus und -handels. Zwischen 1880 und 1930 wurden etwa 30 Hopfenmagazine (mit Darren und Packräumen) in der Stadt errichtet, die in den 1970er Jahren durch ein einziges Zentrallager nördlich der Stadt ersetzt wurden, das seither der größte Hopfenspeicher Europas ist. Die Hopfengenossenschaft wandelte eines dieser leerstehenden Hopfenlager in ein Museum um.

## Beschreibung
Dieses Hopfenmuseum beschäftigt sich mit Anbau, Ernte, Verarbeitung und Export des Saazer Hopfens. Im Schatten des Erzgebirges findet die Hopfenpflanze optimale Wachstumsbedingungen. Eingehend werden die verschiedenen Arbeitsschritte im Jahresverlauf dargestellt. In der zweiten Hälfte des 20. Jahrhunderts waren bis zu 80.000 Saisonkräfte, sogenannte Erntebrigaden, zur Erntezeit eingesetzt, bis die Hopfenernte weitgehend automatisiert wurde. Dargestellt wird auch die historische Entwicklung des Hopfenpressens, angefangen vom mühsamen menschlichen Stampfen in den von den Zwischendecken hängenden mannshohen Hopfensäcken über die Hopfenpressmaschinen bis zur Pelletserzeugung.